# Робово
Робово (болг. Робово) — село в Болгарии. Находится в Ямболской области, входит в общину Тунджа. Население составляет 140 человек.

## Политическая ситуация
Робово подчиняется непосредственно общине и не имеет своего кмета.
Кмет (мэр) общины Тунджа — Георги Стоянов Георгиев (коалиция в составе 2 партий: Болгарская социалистическая партия (БСП) и Болгарская социал-демократия (БСД)) по результатам выборов в правление общины.